# 根 (白井市)
根（ね）は、千葉県白井市の大字。郵便番号270-1431。

## 地理
北は七次台、野口、北東は木、折立、東は白井、笹塚、堀込、池の上、南東は復、船橋市八木が谷、南は船橋市高野台、南西は富士、鎌ケ谷市初富、西は大松、富塚、北西は大山口、清水口に隣接している。地内にけやき台と隣接している。
飛び地があり、折立、七次台、清水口、大山口、西白井、富塚、折立、木に隣接している。

## 世帯数と人口
2017年（平成29年）10月31日現在の世帯数と人口は以下の通りである。
| 大字 | 世帯数    | 人口    |
| ---- | --------- | ------- |
| 根   | 3,441世帯 | 9,436人 |

## 小・中学校の学区
市立小・中学校に通う場合、学区は以下の通りとなる。
| 番地 | 小学校                                      | 中学校               |
| ---- | ------------------------------------------- | -------------------- |
| 一部 | 白井市立白井第一小学校                      | 白井市立白井中学校   |
| 一部 | 白井市立白井第三小学校 白井市立大山口小学校 | 白井市立大山口中学校 |
| 一部 | 白井市立南山小学校 白井市立池の上小学校     | 白井市立南山中学校   |
| 一部 | 白井市立清水口小学校 白井市立七次台小学校   | 白井市立七次台中学校 |

## 施設
- 白井市立白井第一小学校
- 白井市立白井第三小学校
- 白井市立白井中学校
- 白井市立学校給食共同調理場
- 宝幼稚園
- 白井幼稚園
- 弘風会こざくら保育園
- JRA競馬学校
- 中央自動車大学校白井キャンパス
- 白井市第五七次第五青年館
- 自治会集会所
- 中木戸集会所
- 天満宮
- 大日神社
- 天神社
- 長楽寺
- 弁財天
- 諏訪神社
- 来迎寺別院
- 白井チビッコ広場
- 下郷谷公園
- 上人塚公園
- 大山南公園

## 交通

### 鉄道
- 北総鉄道北総線
  - 西白井駅

### 道路
- 国道
  - 国道16号
  - 国道464号
- 主要地方道
  - 千葉県道59号市川印西線
- 都道府県道
  - 千葉県道189号千葉ニュータウン北環状線
  - 千葉県道191号西白井停車場線
  - 千葉県道192号白井停車場線
  - 千葉県道280号白井流山線